# Sikosaari (ö i Södra Savolax, Nyslott, lat 62,54, long 28,82)
Sikosaari är en ö i Finland. Den ligger i sjön Juojärvi och i kommunen Heinävesi i den ekonomiska regionen  Nyslotts ekonomiska region  och landskapet Södra Savolax, i den sydöstra delen av landet, 300 km nordost om huvudstaden Helsingfors. Öns area är 5,2 hektar och dess största längd är 340 meter i sydöst-nordvästlig riktning.